# Kradljivci bicikla
Kradljivci bicikla (tal. Ladri di biciclette), je talijanski film kojeg je režirao Vittorio De Sica 1948. 
Film Kradljivci bicikla računa se jednim od najpoznatijih filmova filmlske povijesti, i najpoznatiji je igrani film talijanskog neorealizma.

## Radnja
Radnja filma odvija se u Rimu poslije Drugog svjetskog rata.
Film obrađuje priču o Antoniu Ricciu, nezaposlenom radniku kojem je ponuđen posao lijepljenja plakata u poslijeratnoj Italiji. Preduvjet dobivanja posla je posjedovanje bicikla, tako da njegova supruga Maria odnosi stvari iz spavaće sobe, koje su bile njen miraz, u zalagaonicu da bi dobila potreban novac za kupovinu bicikla. Antonio je presretan jer će napokon dobiti prijeko potreban posao. Dok je lijepio plakate netko mu je ukrao bicikl i on se upućuje sa svojim sinom Brunom u potragu za kradljivcem, kada nije dobio potrebnu pomoć od policije.

## Nagrade
Film je nagrađen Oscarom za najbolji strani film 1949. 

## Uloge
- Lamberto Maggiorani - Antonio Ricci
- Enzo Staiola - Bruno
- Lianella Carell - Maria
- Gino Saltamerenda - Baiocco
- Vittorio Antonucci - lopov
- Giulio Chiari
- Elena Altieri
- Carlo Jachino
- Michele Sakara - sekretarica karitativne organizacije
- Emma Druetti
- Fausto Guerzoni

## Vanjske poveznice
- IMDb - Ladri di biciclette